# Херенхоф
Херенхоф (њем. Herrenhof) општина је у њемачкој савезној држави Тирингија. Једно је од 57 општинских средишта округа Гота. Према процјени из 2010. у општини је живјело 807 становника. Посједује регионалну шифру (AGS) 16067036.

## Географски и демографски подаци
Херенхоф се налази у савезној држави Тирингија у округу Гота. Општина се налази на надморској висини од 363 метра. Површина општине износи 4,4 km². У самом мјесту је, према процјени из 2010. године, живјело 807 становника. Просјечна густина становништва износи 183 становника/km².

## Међународна сарадња
| Мјесто   | Држава    | Врста сарадње | Од    |
| -------- | --------- | ------------- | ----- |
| Демшед   | Мађарска  | партнерство   | 1994. |
| Конфолан | Француска | партнерство   | 2006. |
| Извор    |           |               |       |